# Parves et Nattages
Parves et Nattages is een gemeente in het Franse departement Ain in de regio Auvergne-Rhône-Alpes, die deel uitmaakt van het arrondissement Belley.
De gemeente is op 1 januari 2016 ontstaan door de fusie van de gemeenten Parves en Nattages en heeft de status van commune nouvelle. Parves et Nattages telde op 1 januari 2022 943 inwoners.

## Geografie
De oppervlakte van Parves et Nattages bedroeg op 1 januari 2022 15,86 vierkante kilometer; de bevolkingsdichtheid was toen 59,5 inwoners per km².
De onderstaande kaart toont de ligging van Parves et Nattages met de belangrijkste infrastructuur en aangrenzende gemeenten.

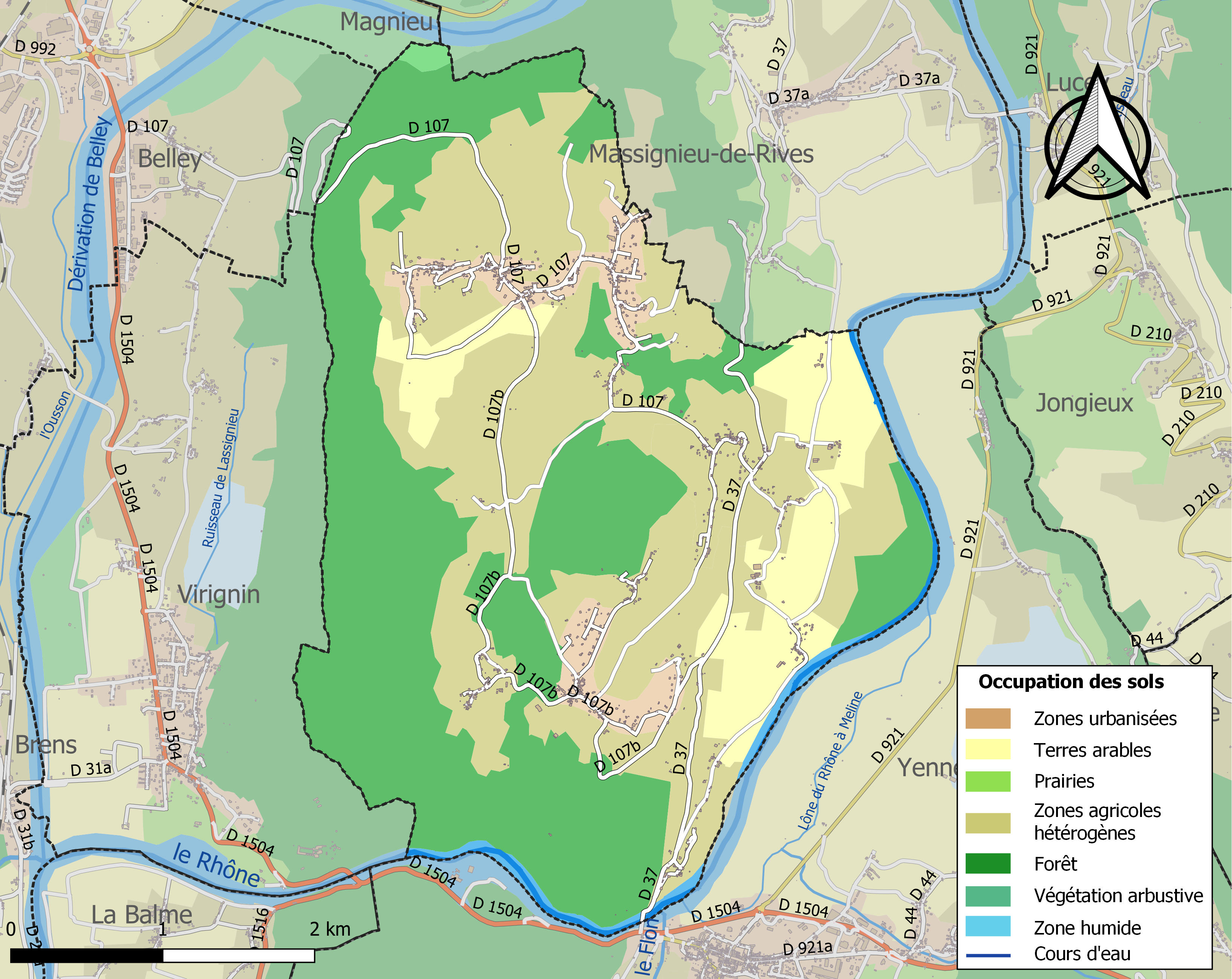